# تفجيرات العمارة 2007
وقعت تفجيرات العمارة عام 2007 في الثالث عشر من ديسمبر/كانون الأول 2007، عندما انفجرت ثلاث سيارات مفخخة في وقت متزامن في مدينة العمارة ، عاصمة محافظة ميسان ، بالعراق . وأسفر الهجوم عن مقتل 46 شخصًا وإصابة 149 آخرين.
ضربت الانفجارات شارع دجلة، وهو شارع تجاري رئيسي، مما أدى إلى تدمير المحلات التجارية والمطاعم. ووفقًا لشهود عيان، انفجرت السيارة المفخخة الثانية، وهي الأقوى بين الثلاثة، أمام مطعم جلال. وبينما كان الناس يسارعون لمساعدة المصابين في المطعم، وقع الانفجار الثالث. 
رد الفعل الأمني والطبيعة الإنسانية
عقب التفجيرات، سارعت السلطات الأمنية في مدينة العمارة إلى تطويق المنطقة وإغلاق الطرق المؤدية إلى وسط المدينة، في محاولة لمنع وقوع تفجيرات إضافية، مع فرض طوق أمني مشدد حول شارع دجلة ومحيطات مطعم جلال والمحال المتضررة. وقد أُقيل قائد شرطة العمارة في غضون ساعات من الهجوم، وتم تعيين بديل رسمي اطلاعًا على الخطورة القصوى التي واكبت التفجيرات  .
في المستشفيات – وخاصة مستشفى العمارة العام – شهدت الأقسام الطارئة اكتظاظًا كبيرًا بالمصابين الذين أُصيبوا بجروح بالغة ككسور في الأطراف وإصابات بالرأس، حيث ملأت الجهات المحلية والمواطنون الممرات وهم يسعون لعلاج وفصل الجرحى  .
وعلى الصعيد الدولي، أدان المسؤولون الأمريكيون بدورهم الاعتداء، وقالوا: “نُعلن تضامننا مع شعب ميسان، ونعمل عن كثب مع الحكومة العراقية وقوات الأمن لتقديم الدعم وجلب الجناة إلى العدالة”    }}</ref>